# St. Laurentius (Gutkowo)

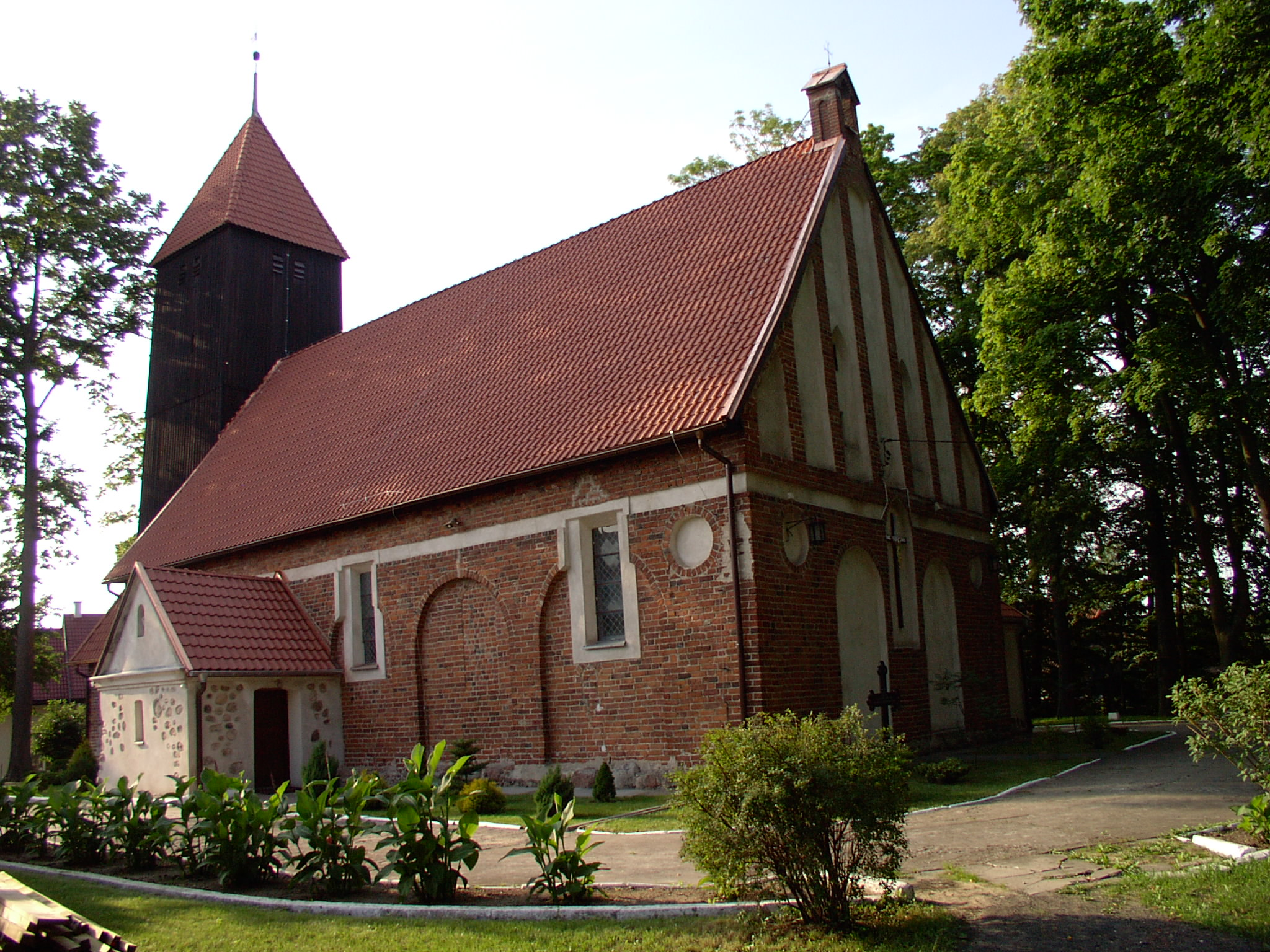
Gutkowo, St. Laurentius

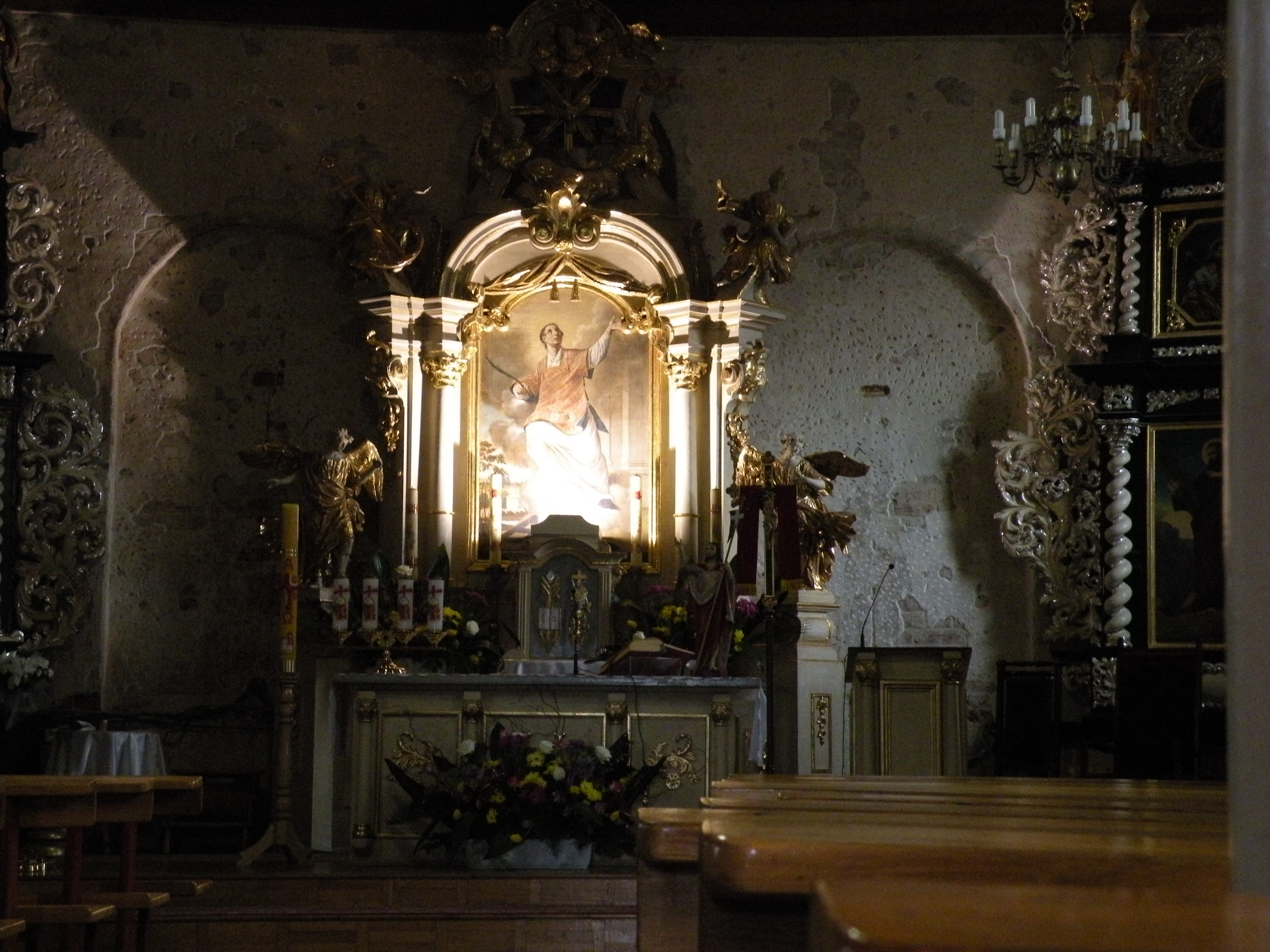
Innenansicht

Die Kirche St. Laurentius in Gutkowo (deutsch Göttkendorf), einem Stadtteil von Olsztyn in der polnischen Woiwodschaft Ermland-Masuren, stammt aus der Zeit des Deutschen Ordens.

## Geschichte
In der Handfeste von 1352 ist die Kirche nicht genannt. Das Datum der ersten Weihe der Kirche ist unbekannt, aber im Jahr 1417 ist überliefert, dass die Kirche über sechs Hektar Land verfügte. Nach ihrer Zerstörung während des Dreizehnjährigen Krieges wurde die Kirche im Jahr 1500 neu geweiht. Weil sie Filialkirche der Pfarrkirche St. Jakob Allenstein war, blieb ihre Ausstattung eher bescheiden. Der hölzerne Turmaufbau stammt aus dem 18. Jahrhundert, die Wetterfahne von 1728. Die Taufkapelle an der Nordseite stammt aus dem 19. Jahrhundert. Die Kirche diente zeitweise der Seelsorge für die Aussätzigen, die sich nicht im Stadtgebiet von Allenstein aufhalten durften. An der Südwand gibt es noch einen Teil des Fensters, durch das man den Unglücklichen damals die heilige Kommunion reichte. Für 1565 ist überliefert, dass an jedem zweiten Sonntag im Monat und an Feiertagen polnisch gepredigt wurde, denn zur Zeit des Reiterkriegs kamen um 1517/18 etliche polnische Zuwanderer in die Gegend von Göttkendorf. Im Jahr 1807 wurde die Kirche durch französische Soldaten verwüstet. Die Kirche wurde 1871 eine unabhängigen Pfarrei, die neben Göttkendorf auch Abstich, Lykusen und Kaltfließ umfasste. Der erste eigene Pfarrer war ein Pole.

## Bauwerk
Die Kirche ist ein ungewölbter relativ niedriger Saalbau ohne Strebepfeiler. Die Innen- und Außenwände sind durch rundbogige Blendarkaden gegliedert und durch seitlich angebrachte Kreisblenden ergänzt. Die meisten Fenster sind barock erneuert, ein vermauertes originales Fenster befindet sich auf der Südseite. Die Ostseite ist fensterlos mit zwei großen rundbogigen Blenden und einer dazwischenliegenden schmaleren Spitzbogenblende, die das Putzband nach oben durchbricht. Für den niedrigen Sockel wurde Feldstein verwendet, für das aufgehende Mauerwerk Backstein, wobei der Mauerwerksverband unregelmäßig ist. 
Die Sakristei ist ein einfacher, später erneuerter Bau im Nordosten. Die Vorhalle ist ein erneuerter Bau auf der Südseite, der vermutlich an Stelle eines älteren Vorgängerbaus steht. 
Der im Westen vorgebaute Turm mit massivem Erdgeschoss und hölzernem Aufbau wurde nachträglich an das Langhaus angefügt und in dessen Blendengliederung hineingemauert. Er hat im Westen ein rundbogiges Stufenportal. 
In der Nordwand befinden sich Terrakottaplatten mit Rankenmotiven und Köpfen aus der Werkstatt der Wormditter Kirche. Der Ostgiebel ist ein siebenachsiger Giebel mit durchlaufenden Spitzbogenblenden. Der Giebelabschluss ist nicht mehr erhalten.